# Zambia i olympiska sommarspelen 1996
Zambia deltog i de olympiska sommarspelen 1996 med en trupp bestående av 8 deltagare, och en av landets deltagare erövrade en silvermedalj.

## Boxning
Flugvikt
- Borniface Muluka
  - Första omgången — Besegrade Mohamad Zbir (Marocko), 11-4
  - Andra omgången — Förlorade mot Albert Pakeyev (Ryssland), 4-13

Bantamvikt
- Oscar Chongo
  - Första omgången — Förlorade mot Davaatseren Jamgan (Mongoliet), 7-13

Lättvikt
- Dennis Zimba
  - Första omgången — Besegrade Serguei Ostrochapkine (Vitryssland), domaren stoppade tävlingen
  - Andra omgången — Förlorade mot Tontcho Tontchev (Bulgarien), 9-17

Lätt weltervikt
- Davis Mwale
  - Första omgången — Besegrade Steven Kevi (Papua Nya Guinea), 16-3
  - Andra omgången — Förlorade mot Bolat Niyazymbetov (Kazakstan), 3-11

## Friidrott
Herrarnas 400 meter häck
- Samuel Matete
  - Heat — 48.21s
  - Semifinal — 48.28s
  - Final — 47.78s (→  Silver)

Herrarnas 3 000 meter hinder
- Godfrey Siamusiye
  - Heat — 8:30.56
  - Semifinal — 8:37.41 (→ gick inte vidare)

Damernas 400 meter
- Ngozi Mwanamwambwa
  - Heat — 54.12 (→ gick inte vidare)